# Ursus (film, 1922)
Pour les articles homonymes, voir Ursus (homonymie).
Pour plus de détails, voir Fiche technique et Distribution.
Ursus est un film italien réalisé par Pio Vanzi, sorti en 1922.

## Fiche technique
- Titre français : Ursus
- Réalisation et scénario : Pio Vanzi
- Pays d'origine : Royaume d'Italie
- Format : Noir et blanc - 1,33:1 - Film muet
- Genre : péplum
- Date de sortie : 1922

## Distribution
- Bruto Castellani : Ursus